# 前239年
| 千纪： | 前1千纪 |
| 世纪： | 前4世纪 \| 前3世纪 \| 前2世纪                                                                                         |
| 年代： | 前260年代 \| 前250年代 \| 前240年代 \| 前230年代 \| 前220年代 \| 前210年代 \| 前200年代                               |
| 年份： | 前244年 \| 前243年 \| 前242年 \| 前241年 \| 前240年 \| 前239年 \| 前238年 \| 前237年 \| 前236年 \| 前235年 \| 前234年 |
| 纪年： | 齊王建二十六年 趙悼襄王六年 魏景湣王四年 韓桓惠王三十四年 秦王政八年 楚考烈王二十四年 衛君角三年 燕王喜十六年         |

## 大事记
- 马其顿：德米特里二世成为新的国王
- 嫪毐封長信侯。
- 魏與趙鄴。
- 韓桓惠王薨，子安立。

## 逝世
- 韓桓惠王，韓釐王之子，韓王安之父。
- 安提柯二世，马其顿国王
- 成蛟，秦始皇之弟，被封為長安君。